# Leigh Nash
Leigh Bingham Nash (née le 27 juin 1976 à New Braunfels au Texas) est une auteur-compositeur-interprète américaine.
Elle a commencé sa carrière comme chanteuse dans le groupe de rock chrétien et pop rock Sixpence None the Richer mais a également travaillé avec Delerium, Rin' et Pierre Marchand.
Sa chanson Along the wall apparaît dans l'un des épisodes de la série Kyle XY.

## Discographie
- Blue on Blue (2006)
- Wishing For This (EP, 2006)
- Fauxliage (avec Delerium, 2007)
- Hymns and Sacred Songs (compilation, 2011)